# Antonio Pasini
Antonio Pasini (Borgo San Donnino, 21 febbraio 1770 – Parma, 23 luglio 1835) è stato un pittore italiano.

## Biografia
Studiò all'Accademia di Belle Arti di Parma, dove ebbe come maestro Domenico Muzzi. Nel 1790 vinse il primo premio nella sezione composizione con un dipinto che raffigura Meleagro che porge alla vergine Atalanta la testa del cinghiale. Nel 1805 fu nominato professore aggiunto di pittura e insegnante di miniatura. Tra i suoi allievi vi furono Macedonio Melloni e Francesco Scaramuzza.
Fu amico di Giovan Battista Bodoni, che gli affidò vari lavori, tra cui il disegno Conversazione in casa Bodoni, in cui compaiono diversi personaggi dell'epoca. Il disegno è conservato oggi nella biblioteca del Conservatorio di Parma. Bodoni lo incaricò anche di acquarellare una serie di incisioni di soggetto mitologico detta "Il Cimelio", che Bodoni donò a Napoleone Bonaparte e Maria Luisa d'Austria in occasione della nascita del figlio, Napoleone II, nel 1811. Nel 1816 la duchessa Maria Luigia lo nominò ritrattista di corte e nel 1822 maestro di composizione e anatomia pittorica, carica che conservò per tutta la vita.
Antonio Pasini è considerato un buon ritrattista, ma soprattutto un ottimo miniaturista. Era celebrato dai suoi contemporanei come un raffinato esecutore di miniature ad acquerello su avorio. Poche sue opere sono ancora conservate, tra cui un ritratto dell'architetto Angelo Rasori e dei suoi fratelli Giuseppe e Pietro, del 1814, due ritratti a olio e un disegno a pastello di Maria Luisa d'Austria e un ritratto di Napoleone Bonaparte, quest'ultimo conservato presso l'Istituto d'Arte Paolo Toschi di Parma. Anche per le miniature, poche gli sono attribuibili con certezza, a causa del fatto che non le firmava. Il Museo Glauco Lombardi di Parma conserva due sue miniature ad acquerello: un ritratto di papa Pio VII e uno del patriota e giurista Gian Domenico Romagnosi.
Tra le altre sue opere un San Francesco di Sales nella chiesa di Polesine Parmense, una Deposizione nel Duomo di Parma e un quadro dedicato a Santa Liberata nella chiesa di Ognissanti di Parma.
Era zio per parte paterna del pittore Alberto Pasini.